# Área natural única Los Estoraques
El área natural única Los Estoraques es una de las más pequeñas áreas protegidas de Colombia, abarcando tan solo 6,4 km² de superficie. Considerada única en su tipo por sus bellos paisajes quebradizos y erosionados, el área se encuentra ubicada a una altura que va entre 1450 y 2100 ms nm, en plena Cordillera Oriental de la región andina.

## Generalidades

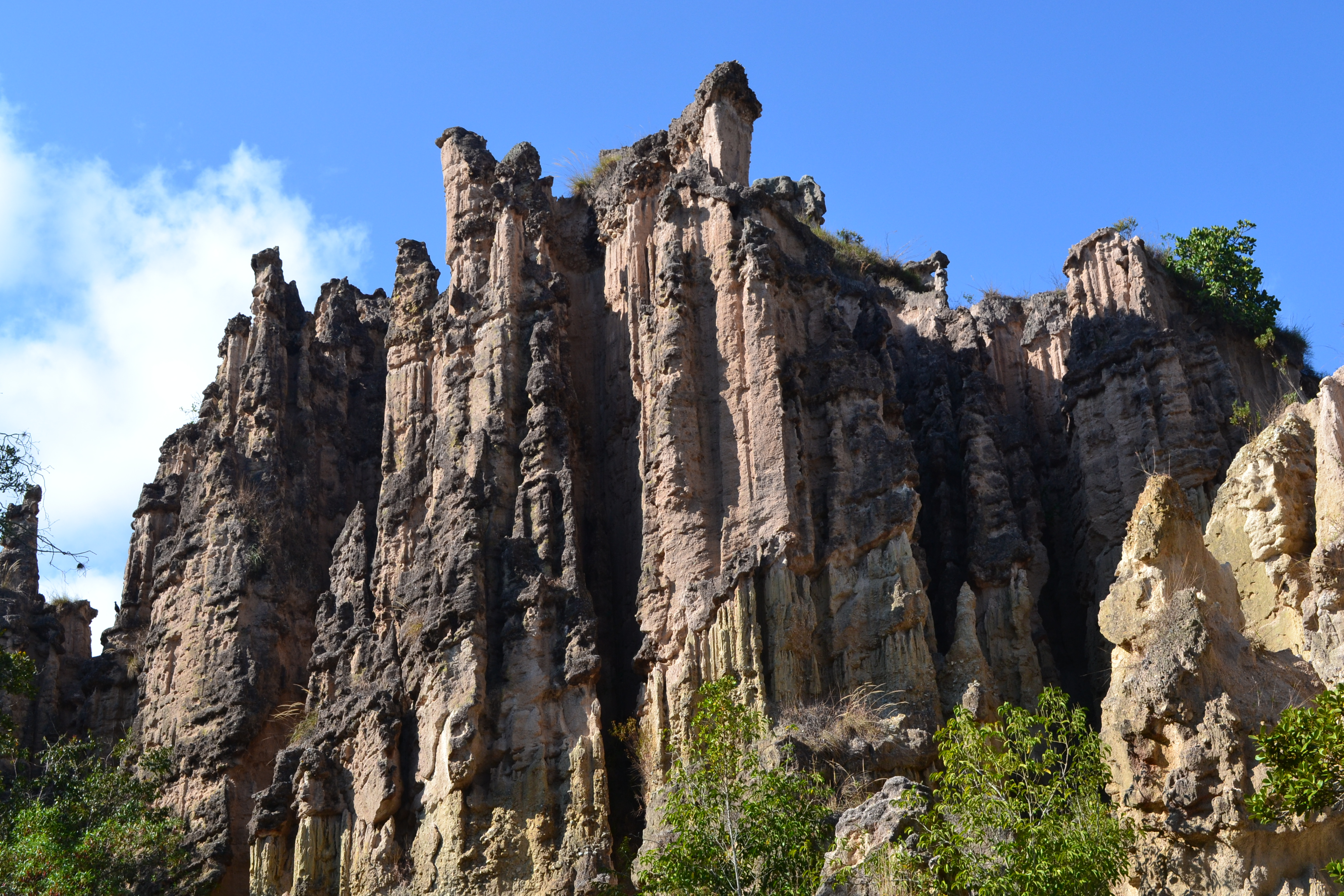
Estoraques en La Playa de Belén

### Descripción
El Área Natural Única Los Estoraques toma su nombre de una especie vegetal llamada "estoraque" (Styrax guianensis) hoy inexistente en la zona por su uso indiscriminado para la medicina y hacer jabones.
En Los Estoraques se observan características de desierto producto de una erosión acelerada y de una belleza paisajística única, por sus formaciones milenarias. El viento y el agua han formado cientos de formas geológicas entre las que se destacan columnas, cuevas e innumerables pedestales. A dichas formas, la sabiduría popular le ha legado diversos nombres entre los que se destacan: La cueva de los Esqueletos, el Cáliz, el Barco, la Ciudad Perdida, el Sendero de la Virgen, entre otras.
Cercano al parque se han encontrado vestigios arqueológicos tales como urnas, momias, cuevas con osamentas y petroglifos, sin embargo no han podido ser atribuidas a ninguna cultura en particular.
Debido a las actividades agrícolas y de caza, muchas plantas y animales se han visto diezmados hasta el punto de que algunas especies ya no se encuentran en el área circundante al parque.

### Ubicación
Los Estoraques se encuentra entre los 8° 13' y 8° 15' Norte y entre 73° 14' y 73° 16' Oeste, incluida en su totalidad dentro del departamento de Norte de Santander, en jurisdicción del municipio de La Playa de Belén.
Sus límites son: en el norte las quebradas Piritama y La Ternería; al este el río Playón y el camino Cenicero; al sur la quebrada Alcantarilla y los caminos La Honda y Las Tapias, y finalmente al oeste las quebradas Caldo Huevo, La Honda y Pantanillo.

### Clima
El clima del parque es cálido templado, predominantemente seco. Esto, sumado a la escasez de lluvia la mayoría del año y a una temperatura promedio de 32°, hace que la vegetación sea del tipo semidesértico. Sin embargo por estar dentro de la Cordillera Oriental también se presentan neblinas que traen consigo humedad al sitio y favorecen la agricultura.

### Geología
El área corresponde a una parte del batolito de Ocaña, con rocas bastantes meteorizadas; así mismo incluye rocas ígneas de granito y de otros tipos. También hay rocas metamorfitas de origen Paleozoico.
Cabe destacar que no hay casi presencia de sedimentos lacustres en la zona. La forma de las rocas se debe a la alta meteorización y la erosión causada por la lluvia. También las fallas y movimientos tectónicos han ayudado a la conformación de las columnas de rocas que vemos hoy en día en Los Estoraques.
Los suelos del área son pobres o moderadamente evolucionados, lo cual permite una vegetación escasa.

### Hidrografía
La precipitación anual es de unos 870 mm, con una temporada seca de enero a marzo. La evotranspiración (que consiste en la evaporación del agua del suelo sumado a la transpiración de las plantas) es el doble que la precipitación, lo que origina un déficit de agua para las plantas y causa que la mayoría de las quebradas no tengan caudal en épocas secas.
La cuenca principal es la del río Catatumbo, y Los Estoraques es regado por las quebradas La Media, La Vaca, Volcán Blanco, Pantanillo, Caldo Huevo y Del Medio. De todas ellas, las quebradas Pantanillo y Del Medio tienen su nacimiento en el parque.

## Vida silvestre

### Vegetación y flora
Debido a la sequedad del terreno, al clima y a la poca precipitación, en Los Estoraques presenta una vegetación que corresponde a bosque seco premontano mezclado con arbustos y hierbas.
Los elementos florísticos y vegetales más destacados son los siguientes:
- Arrayán (Psidium caudatum).
- Chaparro (Curatella americana).
- Encenillo (Weinmannia).
- Guayabo (Psidium).
- Loqueto (Escallonia).
- Mantequillo (Rapanea guianensis).
- Mapurito (Roupala).
- Miconia (Miconia rubiginosa).
- Peralejo (Byrsonima crassifolia).
- Raque (Clusia).

|            |
| Encenillo. |

|          |
| Miconia. |

|          |
| Loqueto. |

### Fauna
A causa de las actividades humanas en la región, ya no se encuentran grandes mamíferos. En cuanto a las aves permanecen algunas y otras son migratorias.
Entre los elementos faunísticos se destacan los siguientes:
Aves:
- Carriqui (Cyanocorax yncas).
- Cernícalo americano (Falco sparverius).
- Garcita del ganado (Bubulcus ibis).
- Guala cabecirroja (Cathartes aura).
- Gallinazo común (Coragyps atratus).
- Paloma (Leptotila verreauxi).
- Periquito (Brotogeris jugularis).
- Tordo (Molothrus bonariensis).
- Turpial (Icterus icterus).

Mamíferos:
- Conejo brasilero (Sylvilagus brasiliensis).
- Yaguarundí (Puma yagouaroundi).
- Zorro perruno (Cerdocyon thous).
- Zarigüeya común (Didelphis marsupialis).

|             |
| Yaguarundí. |

|                |
| Zorro perruno. |

|                    |
| Guala cabecirroja. |

|          |
| Turpial. |

|        |
| Tordo. |

|           |
| Carriqui. |